# 東京都立目黒高等学校
東京都立目黒高等学校（とうきょうとりつ めぐろこうとうがっこう）、通称目黒高校（めぐろこうこう）、目高（めこう）は、東京都目黒区祐天寺二丁目に所在する都立高等学校。

## 沿革
- 1917年 - 東京府荏原郡目黒村立目黒実科高等女学校設立。同年、目黒町立目黒実科高等女学校と改称。
- 1929年 - 目黒町立目黒高等女学校と改称。
- 1932年 - 東京市立目黒高等女学校と改称（市立高女としては深川・忍岡に次いで3校目）。
- 1943年 - 東京都立目黒高等女学校と改称。
- 1948年 - 東京都立目黒女子新制高等学校と改称。定時制課程設置。
- 1949年 - 男女共学実施。
- 1950年 - 東京都立目黒高等学校と改称。
- 1967年 - 学校群制度実施。都立大学附属、広尾の各校と23群を組む。
- 1982年 - グループ合同選抜制度導入。21グループに編成される。
- 1984年 - 定時制課程廃止。
- 1994年 - 単独選抜となる。

## 交通
- 東急東横線祐天寺駅 徒歩5分

## 学園祭
- 目高祭（毎年9月上旬に実施）

クラス別の演劇は初日に目黒パーシモンホールなど外部の施設を借りて行う

## 著名な出身者
- 向田邦子（脚本家・作家、香川県立高松高等女学校から目黒高等女学校に編入）
- 金勢さき子（モデル、スカルノ大統領愛人）
- 渡辺秀央（元参議院議員）
- 木俣和子（プロダクション鷹専務取締役）
- 渚健二（俳優）
- 白川和子（女優）
- 泉谷しげる（歌手、1週間で中退）
- 立川ぜん馬（落語家）
- 逸見晴恵（エッセイスト、逸見政孝〈元フジテレビアナウンサー〉夫人）
- 斎藤陽介（元サッカー選手）
- 田山三樹（漫画編集家）
- 西川真音（シナリオライター）
- 隼海惺（元宝塚歌劇団）
- 木村憲治（元バレーボール日本男子代表選手、ミュンヘンオリンピック金メダリスト）
- 斎藤勝（元バレーボール日本男子代表監督）
- 早水千紗（女流棋士、女流二段）
- 福士蒼汰（俳優）
- 渋谷龍太（SUPER BEAVER）
- 上杉研太（SUPER BEAVER）
- 柳沢亮太（SUPER BEAVER）